# Bumin
Bumin Jagan (proto-turco: 𐰉𐰆𐰢𐰣 𐰴𐰍𐰣  ), (? – 552), fue un reconocido líder de los tújué (突厥) al mismo tiempo que el fundador del jaganato Köktürk, según se recoge en las fuentes chinas. En estos últimos documentos, aparece bajo la nomenclatura Tǔmén (土門): binomio que sin lugar a dudas refleja la transcripción de la fonética correspondiente al nombre original en el proto-turco, habiendo sido interpretado por algunos autores como alusión al famoso Tumen, que era en la terminología castrense nómada, una unidad de aproximadamente diez mil hombres, utilizada también en la época del jaganato Rouran. En términos prácticos, las fuentes chinas apenas llegan a ahondar en el personaje, por lo que gran parte de su vida y pasado mismo, a día de hoy es prácticamente desconocida. Una situación que se agrava aún más por el halo de sacralidad al que fue adscrita su figura, habida cuenta su victoria y proclamación como jagan independiente, consiguiendo empujar al suicidio a su señor y provocar la crisis que acabaría eliminando de facto el poder rouran en la estepa, tras casi un siglo y medio de existencia.
A pesar de ello, los registros chinos indican una aglomeración de ciertas etnias situadas en las áreas marginales al oeste del jaganato Rouran, sin que lleguen a indicar cifras o acontecimientos coetáneos que puedan estimar el origen de las mismas en términos historiográficos: lo que sí es seguro, es que durante la existencia del jaganato, este conjunto de etnias marginales, lograrían aglutinarse hasta conformar un grupo lo suficientemente numeroso, como para constituir una horda, designándose a sí mismos como tújué (突厥). Hasta la ascensión de Bumin, las fuentes nos indican una serie de gobernantes cuasi míticos, incidiendo en una serie de procesos de genealogía muy cercanos a otros pueblos indoeuropeos. Una progresión y transformación continua, que sin embargo no se traduciría en términos políticos, ya que hasta mediados del VI d. C., los tújué no son mencionados en las fuentes. 
Frente a la situación de grave inestabilidad vivida por el jaganato en épocas precedentes, la autoridad de Yujiulu Anagui (郁久閭阿那瓌), se alzaba visiblemente firme e incontestable sobre el trono rouran (especialmente desde la división de Bei Wei 北魏 en el 535 d. C.), por lo que nada hacía presagiar a priori que el poder rouran pudiese ser desbancado apenas unas décadas después. En el contexto de la enésima rebelión organizada por los gaoche (高車), es cuando aparece de forma determinante la figura de Bumin, bajo cuyo mandato los tujue llegarán en el 542 a derrotar este estallido de rebelión, en representación y nombre de la autoridad rouran. Consciente de la oportunidad que le brindaba esta gran victoria, Bumin decide solicitar la mano de una de las hijas de Ānàguī, quien respondió no solo denegando la propuesta de matrimonio, sino que al mismo tiempo, reprendió al emisario tujue y humilló de forma directa a Bumin. Un error político que Bumin se encargaría de hacer pagar a su señor, a través de una primera toma de contacto diplomática con el estado de Xi Wei (西魏), bajo el mando del anciano Yuwen Tai (宇文泰). En el Zhou Shu (周書), se registran los pormenores de esta delegación oficial, así como la felicidad de Bumin, que veía cómo sus aspiraciones políticas conseguían materializarse a través del entramado político sínico. En esta última fuente, se detalla también en paralelo, una delegación del propio Yuwen Tai a los dominios de Bumin, con la presencia de un enigmático emisario llamado Ān Nuò Pántuó (安諾盤陀), que ha sido identificado por algunos autores como un posible sogdiano de Bujará, Esta nueva delegación, acabaría firmando un acuerdo de alianza fructífera entre el estado norteño y la horda dirigida por Bumin, cristalizándose además a través de un matrimonio entre el líder tújué y una noble aristócrata identificada únicamente bajo la titulatura Princesa Wei Zhangle (魏長樂公主) en el 545.
Fortalecido ante el respaldo de Yuwen Tai, Bumin calibró ya de forma clara un choque irreversible y directo contra Anagui, encaminándose con su horda para plantar cara en batalla al jagan. La victoria fue tal, que precipitó a su antiguo señor al propio suicidio y a la precipitada huida de la mayoría de integrantes de la xìng (姓) de los Yujiulu (郁久閭), buscando refugio en el otro gran estado del norte y rival de Xi Wei: Běi Qí (北齊). Las fuentes sólo nos señalan dos únicos conflictos militares en los que Bumin participó de forma decisiva: el primero como salvaguarda del interés rouran frente a las rebeldías de los gaoche y el segundo y definitivo en el que derrotó a su antiguo señor en batalla. Sólo dos batallas no posibilitarían que un líder estepario pudiese alzarse con el título de soberano absoluto o jagan, lo que indudablemente señala que Bumin para esta época, no sólo había batallado activa y decisivamente contra sus enemigos políticos directos, sino que además habría podido ampliar su red clientelar de grupos nómadas asimilados en su expansión desde el extremo oeste del jaganato Rouran, la tierra patria desde donde comenzaron su discurrir histórico los tújué. Es precisamente esto junto con el estatus que le concedía el matrimonio realizado con una noble china, entre otros factores, el que le permitiría con total legitimidad, proclamarse como Bumin jagan (𐰉𐰆𐰢𐰣 𐰴𐰍𐰣), aparecido en las fuentes chinas como Yili Kehan (伊利可汗). Esta proclamación, dotaría a los tujue un nuevo statu quo en la estepa, al mismo tiempo que comenzaba a consagrarles como la nueva élite dominante que gobernaría todo el espacio estepario durante los dos siguientes siglos. Sorprendentemente, meses después de su gran victoria, la proclamación posterior y la reafirmación de su poder en la parte occidental de las estepas orientales, Bumin falleció, legando un fabuloso patrimonio a su hijo y sucesor, el cual se encargaría de someter todas las regiones restantes de la estepa oriental en las que aún el dominio tujue no se había impuesto.